# Peter Rudolf de Vries
Peter Rudolf de Vries (neerlandès: Peter R. de Vries)  (Aalsmeer, 14 de novembre de 1956 - Amsterdam, 15 de juliol de 2021) va ser un periodista d'investigació neerlandès. El seu programa de televisió Peter R. de Vries, misdaadverslaggever (Reporter del crim) (1995−2012) tractà grans casos mediàtics i aconseguí grans audiències a la televisió neerlandesa. El 2005, va crear el seu propi partit polític que es va dissoldre poc després. Especialitzat en el crim organitzat, el 6 de juliol de 2021 va rebre diversos trets després de sortir dels estudis del programa RTL Boulevard, a Amsterdam, on havia aparegut com a convidat. Va ser traslladat a l'hospital en estat greu, i va morir degut a les ferides nou dies més tard.
De Vries va créixer a Amstelveen, en una família protestant reformista. El seu pare, Wouter de Vries, era director de la fàbrica de pólvora Muiden Chemie. Va cursar estudis secundaris (Havo) a Amsterdam-Buitenveldert. Va fer el seu servei militar entre 1976 i 1977, essent membre de la junta de l'Associació General de Soldats Holandesos (AVNM) durant el mateix període. El març de 1978, De Vries va començar a treballar com a periodista a De Telegraaf, a la redacció de La Haia. Al cap d'un any va ser traslladat a la redacció d'Amsterdam i després es va especialitzar en la denúncia de delictes.
De Vries va marxar de De Telegraaf el 1987 i es va convertir en redactor en cap de la revista setmanal Aktueel. Va convertir aquest setmanari en una revista sobre el crim i va oferir una recompensa de cent mil florins en el cas de la nena desapareguda Nymphe Poolman. També va treballar al programa de televisió Crime Time de Jaap Jongbloed.
Des de 1991, De Vries exercí de periodista independent especialitzat en l'àmbit criminal. Escriu per, entre d'altres, a Algemeen Dagblad i al setmanari Panorama. De Vries va ser conegut sobretot pel seu programa de televisió Peter R. de Vries, reporter del crim, que es va emetre des d'octubre de 1995 fins a juny de 2012. En aquest programa va tractar casos relacionats amb la delinqüència, com ara casos d'assassinat i violació, frau i pornografia infantil. En diverses ocasions el programa va contribuir a la troballa d’autors, a l'alliberament d'innocents (per exemple, a l'assassinat del parc Schiedammer i al cas de l'assassinat de Putten) i al rastreig d’esdeveniments. Des que De Vries va deixar el seu programa, participava regularment en tertúlies, inclosos RTL Late Night, Pauw i RTL Boulevard.

## Periodisme d'investigació

### Investigació per corrupció policial
El 13 de setembre de 2006, De Vries va ser detingut a Oisterwijk i empresonat durant diverses hores a Tilburg quan va intentar enfrontar-se a un oficial de policia amb acusacions d'accions dubtoses en relació amb les herències de dones grans. Va ser acusat d'un càrrec de violació de domicili. El cas es va tancar el gener de 2007 "a la llum dels resultats finals de la persistent recerca de la veritat i els resultats de la investigació disciplinària" sobre el comportament de l'agent de policia en qüestió.

### Investigació del cas Kennedy
L'any 2006, De Vries i Wim Dankbaar van produir un especial de dues hores i mitja sobre l'assassinat del president dels Estats Units John F. Kennedy el 1963. En el que ha estat la producció més llarga de Vries, va passar dues setmanes a Texas parlant amb antics agents de la CIA i de l'FBI i l'ex-xicota de Lee Harvey Oswald. Un dels entrevistats, James Files, va dir que era el pistoler responsable d'acabar amb la vida de Kennedy, contradint les conclusions de la Comissió Warren, afirmant que la CIA i la màfia estaven involucrades en l'assassinat.

### Desaparició de Natalee Holloway

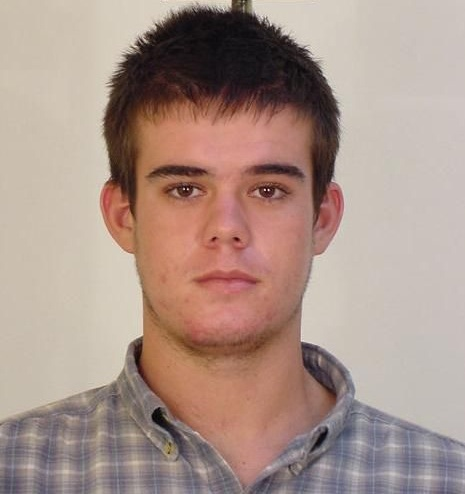
Foto policial de Joran van der Sloot

El novembre de 2006, de Vries va acusar en un programa Joran van der Sloot, un dels principals sospitosos de la desaparició de Natalee Holloway, de ser el responsable de la desaparició d'aquesta adolescent nord-americana a l'illa caribenca d'Aruba el 2005. L'11 de gener de 2008, Van der Sloot va llançar una copa de vi negre a la cara de De Vries just després d'una retransmissió en directe del programa d'entrevistes holandès Pauw & Witteman, al qual De Vries i Van der Sloot havien estat convidats. Durant la tensa però pacífica conversa durant l'emissió, De Vries havia qüestionat repetidament la integritat de Van der Sloot.
El 31 de gener de 2008, De Vries va dir als mitjans de comunicació que sabia el que havia passat en el cas de Natalee Holloway. Va compartir les seves troballes amb la policia, afirmant que mostraria públicament aquesta nova prova en un episodi especial del seu programa de televisió. El 3 de febrer de 2008, es va emetre un vídeo encobert a la televisió holandesa que mostrava a Van der Sloot presumptament fumant marihuana i admetent haver estat present durant la mort de Holloway. El programa va tenir una audiència de 7 milions d'espectadors als Països Baixos, essent el programa no esportiu més popular de la història de la televisió neerlandesa. Patrick van der Eem, que treballava encobert per a De Vries, s'havia fet amic de Van der Sloot, que no sabia que estava sent gravat quan va dir que Holloway havia patit algun tipus de convulsió mentre tenia relacions sexuals a la platja. Després de no reanimar-la, va dir que va trucar a un amic anomenat Daury, que la va carregar en un vaixell i la va llançar al mar. El fiscal d'Aruba va determinar que el vídeo era admissible, però les proves es consideraven insuficients per justificar una nova detenció. Tot i que la confessió gravada semblava inculpatòria, Van der Sloot va argumentar que estava mentint per impressionar Van der Eem, que creia que era un traficant de drogues.Van der Eem va dir que la cadena ABC va pagar 830.000 dòlars per assegurar-se els drets d'emissió del programa als Estats Units.
De Vries va escriure la introducció al llibre de juny de 2008 Overboord: hoe ik Joran van der Sloot aan het praten kreeg en el qual Van der Eem relata la seva experiència amb Van der Sloot amb transcripcions del vídeo encobert. El 22 de setembre de 2008, a la ciutat de Nova York,De Vries va ser guardonat amb un Premi Emmy per la seva cobertura cas, que va recollir acompanyat de la mare de Natalee, Beth Holloway.

### Tràfic sexual de Joran van der Sloot
El novembre de 2008, De Vries va emetre imatges encobertes de Joran Van der Sloot fent preparatius per a l'aparent tràfic sexual de dones tailandeses a Bangkok. De Vries va afirmar que Van der Sloot guanyava 13.000 dòlars per cada dona venuda per a prostituir-se als Països Baixos. Van der Sloot va utilitzar l'àlies "Murphy Jenkins" per evitar les autoritats tailandeses. El ministre de Justícia peruà, Aurelio Pastor, va dir que Tailàndia havia presentat càrrecs penals contra Van der Sloot. Segons The National Enquirer, estava sent investigat per la seva implicació en la desaparició de dones joves que podria haver reclutat, fent-se passar per representant d'una agència de models, per a una banda tailandesa dedicada a l'esclavatge sexual que les va enviar a Europa.

### Mort de Mariska Mast
L'agost de 2010, De Vries va viatjar a Subiaco (Austràlia Occidental) per intentar reunir-se amb l'instructor de busseig Daniel Ian Ross, que era buscat per la Interpol per la mort del turista holandès Mariska Esmeralde Mast, de 23 anys, a l'illa hondurenya de Roatan. Ross va ser inicialment detingut, i posteriorment alliberat després de lliurar el seu passaport britànic amb instruccions de no sortir de l'illa. Ross, que tenia doble nacionalitat, va utilitzar el seu passaport australià per sortir de l'illa. Ross va negar la responsabilitat de la mort a través dels seus advocats a Austràlia, que no té un tractat d'extradició amb Hondures. L'informe de l'autòpsia va indicar que Mast va morir per lesions d'objectes contundents i asfíxia per estrangulació. El seu company d'habitació, Jisoo Han, que va ajudar a portar Mast a l'hospital, més tard va ser detingut i està sota arrest domiciliari a Hondures. Han va apel·lar públicament a Ross perquè es presentés i l'exonerara. Ross va trucar a la policia quan De Vries va intentar contactar amb ell a casa seva el 19 d'agost. De Vries va ser detingut i multat amb 200 dòlars per desobeir una ordre d'allunyament de la policia. El 6 de setembre, el magistrat de Perth Giuseppe Cicchini va rebutjar la sol·licitud de Ross d'una ordre d'allunyament contra de Vries, que ja havia abandonat el país. De Vries va criticar la policia australiana occidental per la seva detenció, afirmant: "No el vaig tocar, no el vaig insultar, no el vaig amenaçar... Aquest és un cas d'homicidi i el vaig localitzar i ara sóc a la presó. És el món a l'inrevés".
Els drets cinematogràfics del seu llibre The Kidnapping of Alfred Heineken (1987) van ser adquirits per un productor nord-americà. El 2012, la pel·lícula es va estrenar amb el títol de Kidnapping Mr. Heineken, amb la participació d'Anthony Hopkins i Mark van Eeuwen. A principis del 2011 es va estrenar una pel·lícula holandesa basada en el llibre: De Heineken Kidnapping.